# Asterinae
 Asterinae  (Cass.) Dumort., 1827 è una sottotribù di piante angiosperme dicotiledoni della famiglia delle Asteraceae (sottofamiglia Asteroideae e tribù Astereae/clade Aster lineage).

## Etimologia
Il nome della sottotribù deriva dal suo genere più importante Aster L. che a sua volta deriva dal greco e significa (in senso ampio) "fiore a stella". Tale denominazione fu introdotta da Linneo ma sicuramente era conosciuta fin dall'antichità: Dioscoride fa riferimento ad un Astro attico (un fiore probabilmente dello stesso genere).
Il nome scientifico della sottotribù è stato definito dai botanici Alexandre Henri Gabriel de Cassini (1781-1832) e Barthélemy Charles Joseph Dumortier (1797-1878) nella pubblicazione " Prodrome de la Flore Belge. Bruxelles" ( Fl. Belg. Prodr. 66.) del 1827.

## Descrizione

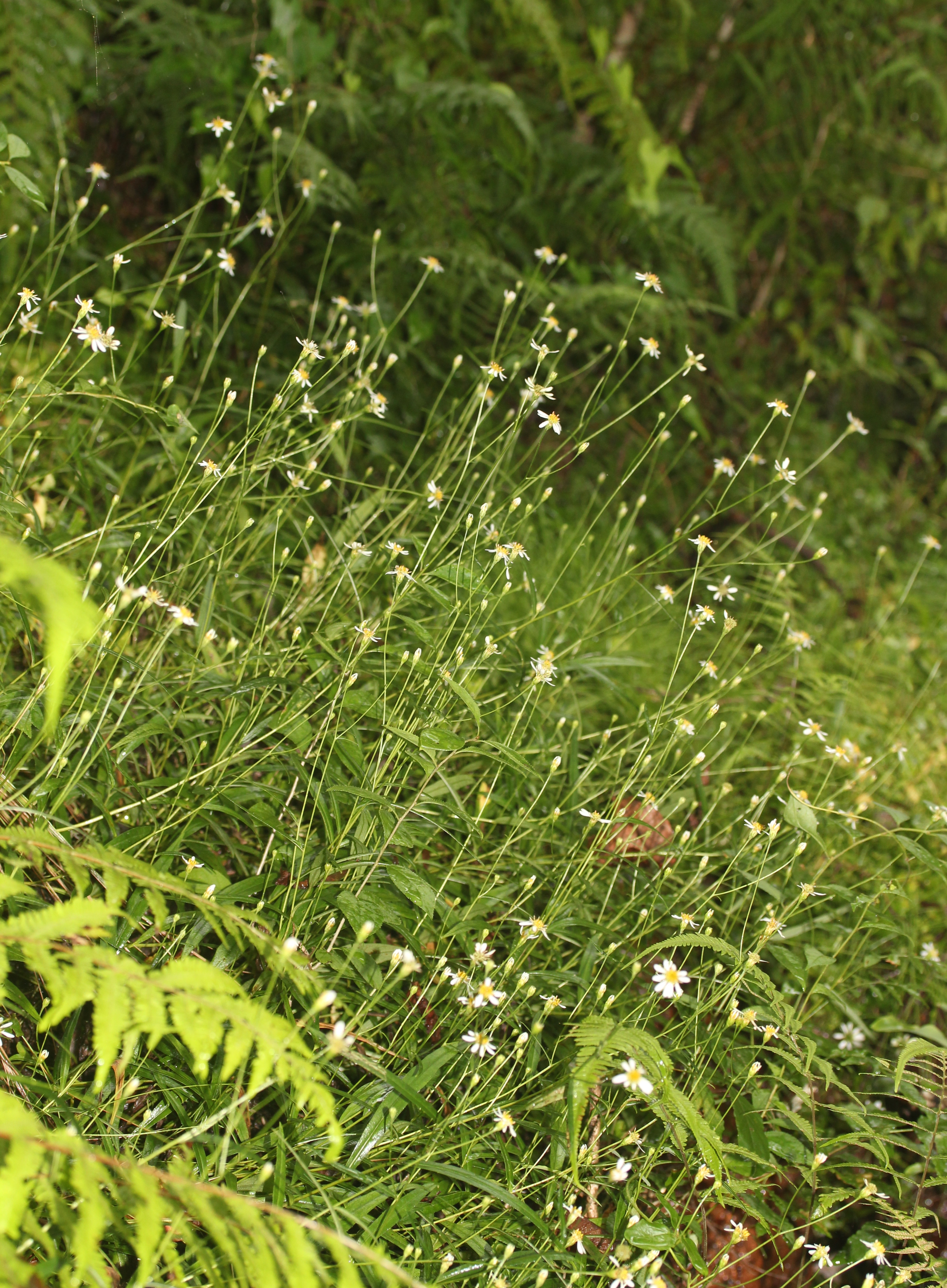
Il portamento
Cardiagyris rugulosa

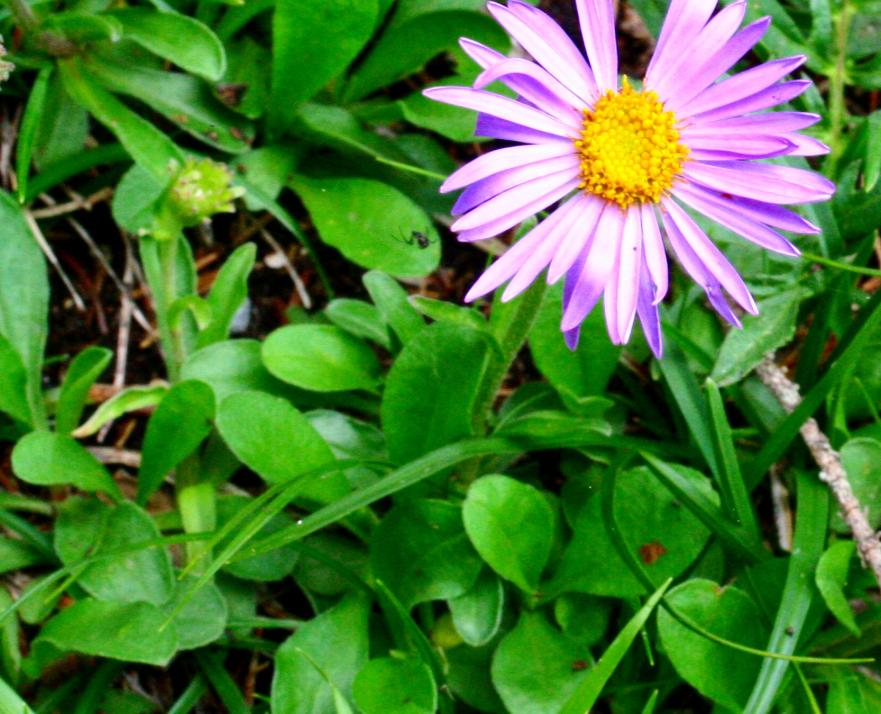
Le foglie
Aster alpinus

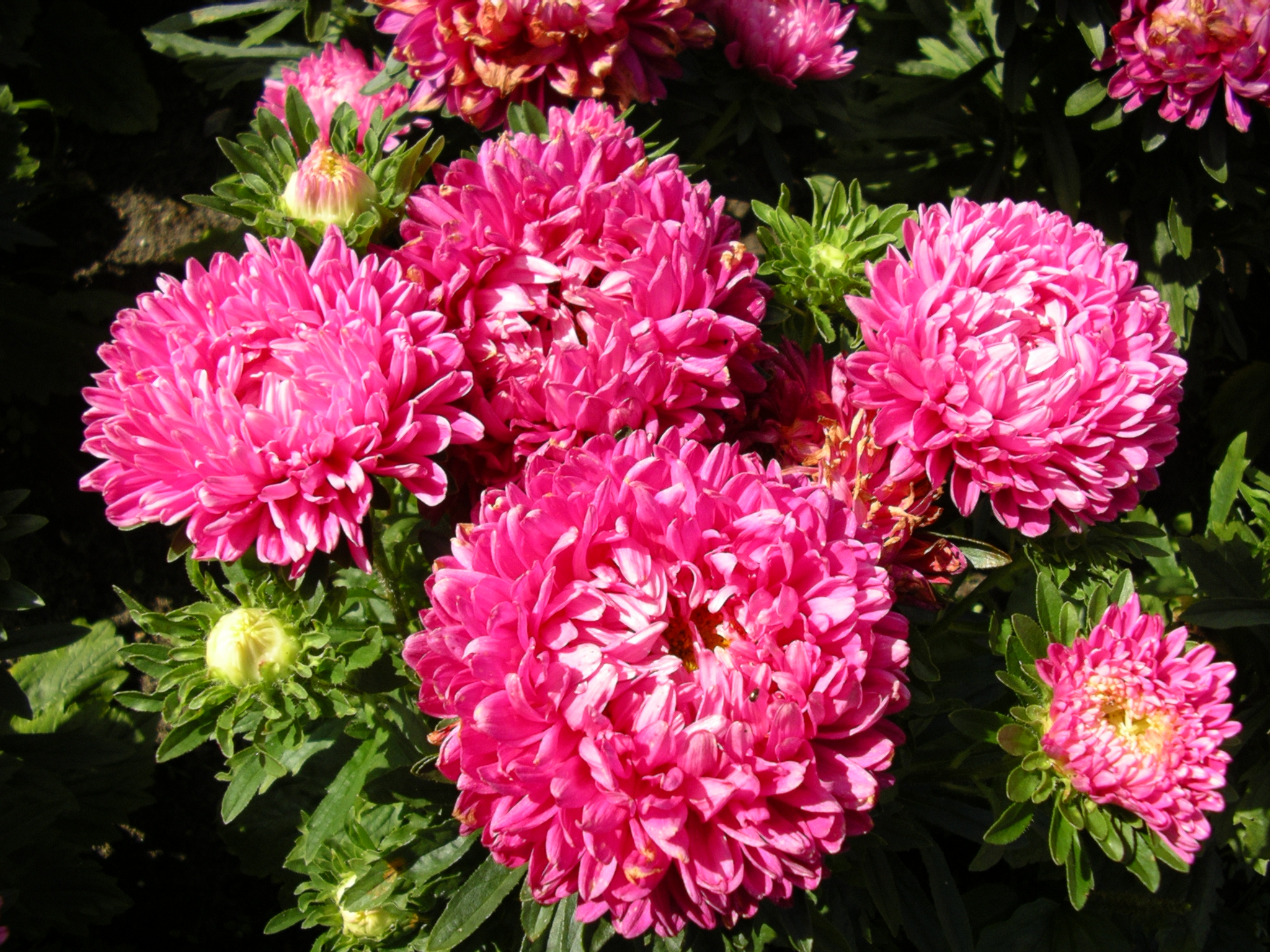
Infiorescenza
Callistephus chinensis

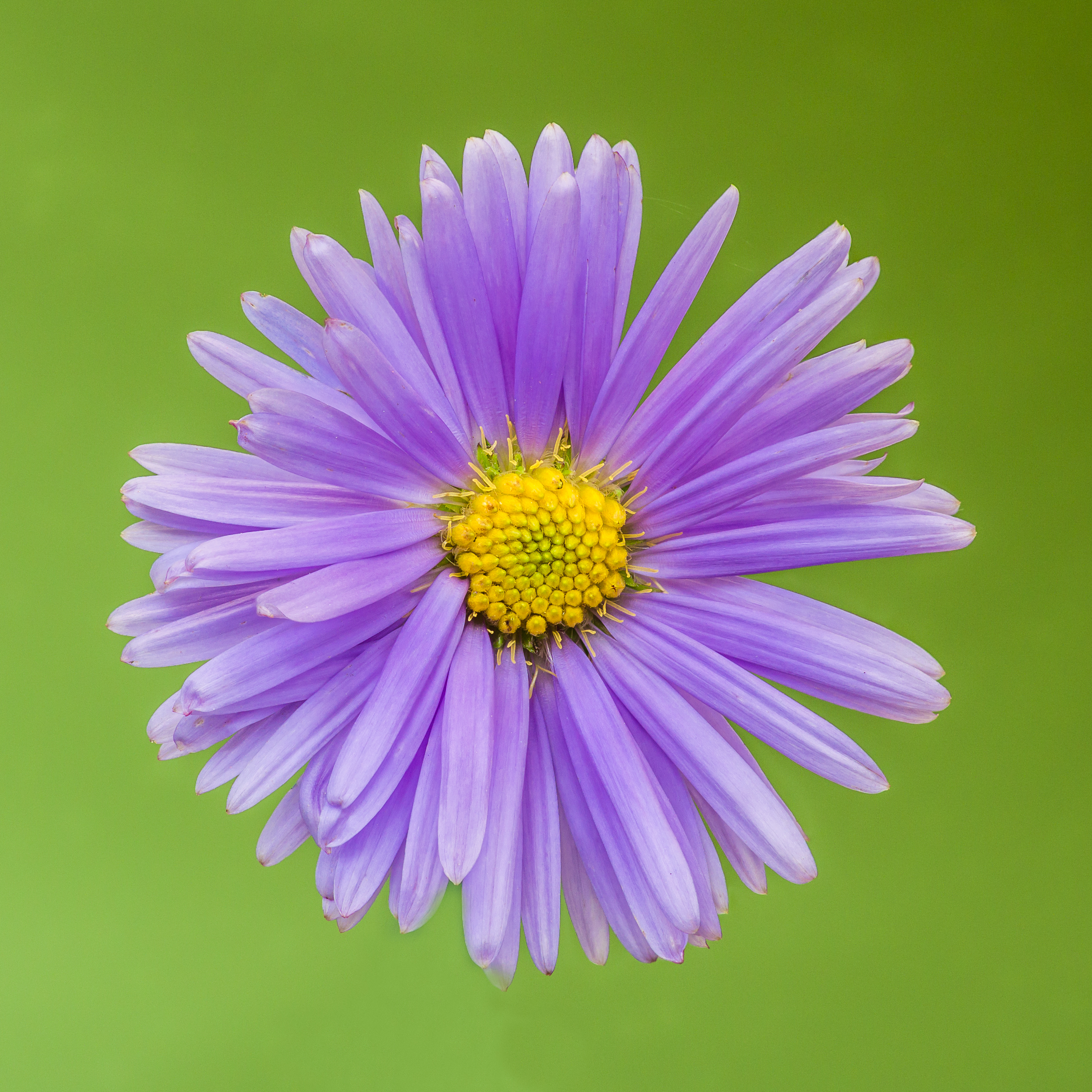
I fiori
Cordiofontis flexuosa

Portamento. Le specie di questo gruppo hanno un habitus di tipo erbaceo annuale o perenne; sono presenti anche specie cespitose.
Fusto. La parte aerea in genere è eretta, semplice o ramosa. 
Foglie. Le foglie in genere sono disposte in modo alternato, picciolate o sessili. Si distinguono in basali (possono formare una rosetta basale) e in cauline (in genere di minori dimensioni). La lamina è semplice o pennata (talvolta è seghettata); la forma varia da ovata a lanceolata (quelle superiori sono più lineari e strette). Sulla superficie possono essere presenti dei punti ghiandolari.
Infiorescenza. Le sinflorescenze sono sia scapose (capolini solitari) che composte da diversi capolini raccolti in formazioni corimbose, tirsoidi, spiciformi o racemose. Le infiorescenze vere e proprie sono composte da un capolino terminale peduncolato di tipo radiato con fiori eterogami. I capolini sono formati da un involucro, con forme da cilindriche a campanulate, composto da diverse brattee, al cui interno un ricettacolo fa da base ai fiori di due tipi: fiori del raggio e fiori del disco. Le brattee, piatte e a consistenza erbacea, sono disposte in modo più o meno embricato su più serie (normalmente 3 - 5). Il ricettacolo in genere è nudo ossia senza pagliette a protezione della base dei fiori; la forma è piatta o da convessa a conica.
Fiori.  I fiori sono tetra-ciclici (formati cioè da 4 verticilli: calice – corolla – androceo – gineceo) e pentameri (calice e corolla formati da 5 elementi). Si distinguono in:
- fiori del raggio esterni (fino a 20 per capolino): sono femminili e sono disposti su una sola serie; la forma è lungamente ligulata terminante con alcuni denti;
- fiori del disco centrali (fino a 100 per capolino): sono più numerosi con forme tubulose terminanti con dei lobi; sono ermafroditi (raramente sono funzionalmente maschili).

- Formula fiorale:

*/x K {\displaystyle \infty }, [C (5), A (5)], G 2 (infero), achenio
- Calice: i sepali del calice sono ridotti ad una coroncina di squame.

- Corolla: la forma della corolla è più o meno imbutiforme alla base; mentre all'apice è ligulata a 5 (raramente 3) denti (zigomorfa) o tubolare con 5 (raramente 4) lobi (attinomorfa); i lobi, patenti, hanno una forma deltata o più o meno lanceolata. I colori della corolla sono giallo, violaceo, bianco o rosso.

- Androceo: l'androceo è formato da 5 stami sorretti da filamenti generalmente liberi; gli stami sono connati e formano un manicotto circondante lo stilo; le teche (produttrici del polline) alla base sono troncate e sono lievemente auricolate (molto raramente sono speronate o hanno una coda); le appendici apicali delle antere hanno delle forme piatte e lanceolate; il tessuto endoteciale (rivestimento interno dell'antera) è quasi sempre polarizzato (con due superfici distinte: una verso l'esterno e una verso l'interno). Il polline è sferico con un diametro medio di circa 25 micron;  è tricolporato (con tre aperture sia di tipo a fessura che tipo isodiametrica o poro) ed è echinato (con punte sporgenti).[10][12]

- Gineceo: l'ovario è infero uniloculare formato da 2 carpelli.[6] Lo stilo (il recettore del polline) è profondamente bifido (con due stigmi divergenti) e con le linee stigmatiche marginali separate.[13] I due bracci dello stilo hanno una forma da lanceolata a deltoide e possono essere papillosi o ricoperti da ciuffi di peli. Lo stilo dei fiori del raggio è supinato.

Frutti. I frutti sono degli acheni con pappo; in alcune specie è presente un certo dimorfismo (gli acheni dei fiori del raggio differiscono dagli acheni dei fiori del disco);
- achenio: gli acheni, con forme obovate, sono lateralmente compressi con due/tre nervature laterali, oppure variano da angolati (a 5 coste) a quasi fusiformi e multi-nervati; raramente sono ob-compressi (compressi dorso-ventralmente) oppure sono provvisti di un becco; la superficie normalmente è cosparsa da setole, qualche volta ghiandolose; la parete dell'achenio è formata da celle contenenti rafidi ma prive di fitomelanina; il carpoforo normalmente è anulare; le setole con punte a forma di ancora non sono presenti;
- pappo: il pappo è formato da 2 serie di setole finemente barbate o (più raramente) piumose; le setole sono persistenti; esternamente alle serie di setole può essere presente una coroncina di scaglie.[10]

## Biologia
Impollinazione: l'impollinazione avviene tramite insetti (impollinazione entomogama tramite farfalle diurne e notturne).

Riproduzione: la fecondazione avviene fondamentalmente tramite l'impollinazione dei fiori (vedi sopra).

Dispersione: i semi (gli acheni) cadendo a terra sono successivamente dispersi soprattutto da insetti tipo formiche (disseminazione mirmecoria). In questo tipo di piante avviene anche un altro tipo di dispersione: zoocoria. Infatti gli uncini delle brattee dell'involucro (se presenti) si agganciano ai peli degli animali di passaggio disperdendo così anche su lunghe distanze i semi della pianta. Inoltre per merito del pappo il vento può trasportare i semi anche a distanza di alcuni chilometri (disseminazione anemocora).

## Distribuzione e habitat
Le specie di questo gruppo sono distribuite in prevalenza in Europa e in Asia. Nella tabella descrittiva della sottotribù sono indicate in dettaglio le distribuzioni relative ai vari generi.  Per le specie europee (Aster) l'habitat tipico sono le praterie e i pascoli a quote medie.

## Sistematica
La famiglia di appartenenza di questa voce (Asteraceae o Compositae, nomen conservandum) probabilmente originaria del Sud America, è la più numerosa del mondo vegetale, comprende oltre 23.000 specie distribuite su 1.535 generi, oppure 22.750 specie e 1.530 generi secondo altre fonti (una delle checklist più aggiornata elenca fino a 1.679 generi). La famiglia attualmente (2021) è divisa in 16 sottofamiglie; la sottofamiglia Asteroideae è una di queste e rappresenta l'evoluzione più recente di tutta la famiglia.

### Filogenesi
Il gruppo di questa voce è descritto nella tribù Astereae, una delle 21 tribù della sottofamiglia Asteroideae). Da un punto di vista filogenetico, la tribù Astereae fa parte del supergruppo (o sottofamiglia) "Asteroideae grade"; l'altro è il supergruppo "Non-Asteroideae" contenente il resto delle sottofamiglie delle Asteraceae. All'interno del supergruppo è vicina alle tribù Senecioneae, Calenduleae, Gnaphalieae e Anthemideae.
I caratteri più notevoli della tribù Astereae sono: la base delle antere sono prive di code e non sono calcarate (speronate); le linee stigmatiche dei bracci dello stilo sono totalmente separate; i due bracci dello stilo hanno una forma breve o allungata da lanceolata a deltoide e possono essere papillosi o ricoperti da ciuffi di peli (all'esterno, mentre all'interno sono glabri). La distribuzione della maggior parte delle specie di questo gruppo è nelle regioni temperate nord e sud.
In base alle ultime ricerche nella tribù sono stati individuati (provvisoriamente) 5 principali lignaggi:
- Basal grade: include alcuni generi isolati, il gruppo "South American-Oceania",  alcune sottotribù africane e il gruppo dei generi legnosi del Madagascar.
- Bellis lineage: comprende le sottotribù eurasiatiche e una sottotribù africana.
- Aster lineage: include i generi asiatici di Asterinae e i principali gruppi dell'Australia e dell'Oceania.
- Baccharis lineage: include alcuni gruppi sudamericani.
- North American lineage: include la vasta gamma di sottotribù del Nordamerica, Messico e alcuni gruppi distribuiti nel Sudamerica.

La sottotribù di questa voce è inclusa nel gruppo "Aster lineage" insieme a due sottotribù dell'Oceania: Lagenophorinae e Brachyscominae. La sottotribù Asterinae comprende una trentina di generi suddivisi in 4 rami principali: Psychrogeton - Hersileoides - Asterothamnus - Aster e relativi sottogruppi (vedi la tabella della struttura interna della sottotribù). Il "core" del gruppo è formato dal "Kalimera group" (comprende i generi Sheareria, Kalimeris, Heteropappus, Aster sect. Ageratoides e un clade gemello della sezione Ageratoides), dall' "Amellus group" (comprende Aster sensu stricto, Miyamayomena, Rhynchospermum, Turczaninovia e un gruppo eterogeneo di specie) e dal "Sinoangustifolius group" "gruppo fratello" di tutto il gruppo precedente. In posizione "basale" (non ancora ben definita) si trovano i generi Iteroloba G.L.Nesom e Chlamydites J.R.Drumm.. Gli altri gruppi hanno delle posizioni intermedie.
Le principali sinapomorfie della sottotribù (ma anche della relativa tribù) sono:
- l'ispessimento mediano della parete esterna delle cellule epidermiche della corolla dei fiori del raggio
- le ramificazioni dello stilo con appendici sterili triangolari.

I cladogrammi seguenti, tratti dallo studio citato e semplificati, mostrano una possibile configurazione filogenetica del gruppo delle Asterinae.
Cladogramma principale della sottotribù Asterinae
|  | Sinoangustifolius group                                           |
|  |                                                                   |
|  | \| \| Kalimeris group \| \| \| \| \| \| Amellus group \| \| \| \| |
|  |                                                                   |
|  | Kalimeris group                                                   |
|  |                                                                   |
|  | Amellus group                                                     |
|  |                                                                   |

|  | Kalimeris group |
|  |                 |
|  | Amellus group   |
|  |                 |

|  | Sinoangustifolius group                                           |
|  |                                                                   |
|  | \| \| Kalimeris group \| \| \| \| \| \| Amellus group \| \| \| \| |
|  |                                                                   |
|  | Kalimeris group                                                   |
|  |                                                                   |
|  | Amellus group                                                     |
|  |                                                                   |

|  | Kalimeris group |
|  |                 |
|  | Amellus group   |
|  |                 |

|  | Sinoangustifolius group                                           |
|  |                                                                   |
|  | \| \| Kalimeris group \| \| \| \| \| \| Amellus group \| \| \| \| |
|  |                                                                   |
|  | Kalimeris group                                                   |
|  |                                                                   |
|  | Amellus group                                                     |
|  |                                                                   |

|  | Kalimeris group |
|  |                 |
|  | Amellus group   |
|  |                 |

|  | Sinoangustifolius group                                           |
|  |                                                                   |
|  | \| \| Kalimeris group \| \| \| \| \| \| Amellus group \| \| \| \| |
|  |                                                                   |
|  | Kalimeris group                                                   |
|  |                                                                   |
|  | Amellus group                                                     |
|  |                                                                   |

|  | Kalimeris group |
|  |                 |
|  | Amellus group   |
|  |                 |

|  | Sinoangustifolius group                                           |
|  |                                                                   |
|  | \| \| Kalimeris group \| \| \| \| \| \| Amellus group \| \| \| \| |
|  |                                                                   |
|  | Kalimeris group                                                   |
|  |                                                                   |
|  | Amellus group                                                     |
|  |                                                                   |

|  | Kalimeris group |
|  |                 |
|  | Amellus group   |
|  |                 |

|  | Sinoangustifolius group                                           |
|  |                                                                   |
|  | \| \| Kalimeris group \| \| \| \| \| \| Amellus group \| \| \| \| |
|  |                                                                   |
|  | Kalimeris group                                                   |
|  |                                                                   |
|  | Amellus group                                                     |
|  |                                                                   |

|  | Kalimeris group |
|  |                 |
|  | Amellus group   |
|  |                 |

|  | Sinoangustifolius group                                           |
|  |                                                                   |
|  | \| \| Kalimeris group \| \| \| \| \| \| Amellus group \| \| \| \| |
|  |                                                                   |
|  | Kalimeris group                                                   |
|  |                                                                   |
|  | Amellus group                                                     |
|  |                                                                   |

|  | Kalimeris group |
|  |                 |
|  | Amellus group   |
|  |                 |

|  | Sinoangustifolius group                                           |
|  |                                                                   |
|  | \| \| Kalimeris group \| \| \| \| \| \| Amellus group \| \| \| \| |
|  |                                                                   |
|  | Kalimeris group                                                   |
|  |                                                                   |
|  | Amellus group                                                     |
|  |                                                                   |

|  | Kalimeris group |
|  |                 |
|  | Amellus group   |
|  |                 |

|  | Sinoangustifolius group                                           |
|  |                                                                   |
|  | \| \| Kalimeris group \| \| \| \| \| \| Amellus group \| \| \| \| |
|  |                                                                   |
|  | Kalimeris group                                                   |
|  |                                                                   |
|  | Amellus group                                                     |
|  |                                                                   |

|  | Kalimeris group |
|  |                 |
|  | Amellus group   |
|  |                 |

|  | Sinoangustifolius group                                           |
|  |                                                                   |
|  | \| \| Kalimeris group \| \| \| \| \| \| Amellus group \| \| \| \| |
|  |                                                                   |
|  | Kalimeris group                                                   |
|  |                                                                   |
|  | Amellus group                                                     |
|  |                                                                   |

|  | Kalimeris group |
|  |                 |
|  | Amellus group   |
|  |                 |

|  | Sinoangustifolius group                                           |
|  |                                                                   |
|  | \| \| Kalimeris group \| \| \| \| \| \| Amellus group \| \| \| \| |
|  |                                                                   |
|  | Kalimeris group                                                   |
|  |                                                                   |
|  | Amellus group                                                     |
|  |                                                                   |

|  | Kalimeris group |
|  |                 |
|  | Amellus group   |
|  |                 |

|  | Sinoangustifolius group                                           |
|  |                                                                   |
|  | \| \| Kalimeris group \| \| \| \| \| \| Amellus group \| \| \| \| |
|  |                                                                   |
|  | Kalimeris group                                                   |
|  |                                                                   |
|  | Amellus group                                                     |
|  |                                                                   |

|  | Kalimeris group |
|  |                 |
|  | Amellus group   |
|  |                 |

|  | Sinoangustifolius group                                           |
|  |                                                                   |
|  | \| \| Kalimeris group \| \| \| \| \| \| Amellus group \| \| \| \| |
|  |                                                                   |
|  | Kalimeris group                                                   |
|  |                                                                   |
|  | Amellus group                                                     |
|  |                                                                   |

|  | Kalimeris group |
|  |                 |
|  | Amellus group   |
|  |                 |

|  | Sinoangustifolius group                                           |
|  |                                                                   |
|  | \| \| Kalimeris group \| \| \| \| \| \| Amellus group \| \| \| \| |
|  |                                                                   |
|  | Kalimeris group                                                   |
|  |                                                                   |
|  | Amellus group                                                     |
|  |                                                                   |

|  | Kalimeris group |
|  |                 |
|  | Amellus group   |
|  |                 |

|  | Sinoangustifolius group                                           |
|  |                                                                   |
|  | \| \| Kalimeris group \| \| \| \| \| \| Amellus group \| \| \| \| |
|  |                                                                   |
|  | Kalimeris group                                                   |
|  |                                                                   |
|  | Amellus group                                                     |
|  |                                                                   |

|  | Kalimeris group |
|  |                 |
|  | Amellus group   |
|  |                 |

|  | Sinoangustifolius group                                           |
|  |                                                                   |
|  | \| \| Kalimeris group \| \| \| \| \| \| Amellus group \| \| \| \| |
|  |                                                                   |
|  | Kalimeris group                                                   |
|  |                                                                   |
|  | Amellus group                                                     |
|  |                                                                   |

|  | Kalimeris group |
|  |                 |
|  | Amellus group   |
|  |                 |

|  | Sinoangustifolius group                                           |
|  |                                                                   |
|  | \| \| Kalimeris group \| \| \| \| \| \| Amellus group \| \| \| \| |
|  |                                                                   |
|  | Kalimeris group                                                   |
|  |                                                                   |
|  | Amellus group                                                     |
|  |                                                                   |

|  | Kalimeris group |
|  |                 |
|  | Amellus group   |
|  |                 |

|  | Sinoangustifolius group                                           |
|  |                                                                   |
|  | \| \| Kalimeris group \| \| \| \| \| \| Amellus group \| \| \| \| |
|  |                                                                   |
|  | Kalimeris group                                                   |
|  |                                                                   |
|  | Amellus group                                                     |
|  |                                                                   |

|  | Kalimeris group |
|  |                 |
|  | Amellus group   |
|  |                 |

|  | Sinoangustifolius group                                           |
|  |                                                                   |
|  | \| \| Kalimeris group \| \| \| \| \| \| Amellus group \| \| \| \| |
|  |                                                                   |
|  | Kalimeris group                                                   |
|  |                                                                   |
|  | Amellus group                                                     |
|  |                                                                   |

|  | Kalimeris group |
|  |                 |
|  | Amellus group   |
|  |                 |

|  | Sinoangustifolius group                                           |
|  |                                                                   |
|  | \| \| Kalimeris group \| \| \| \| \| \| Amellus group \| \| \| \| |
|  |                                                                   |
|  | Kalimeris group                                                   |
|  |                                                                   |
|  | Amellus group                                                     |
|  |                                                                   |

|  | Kalimeris group |
|  |                 |
|  | Amellus group   |
|  |                 |

|  | Sinoangustifolius group                                           |
|  |                                                                   |
|  | \| \| Kalimeris group \| \| \| \| \| \| Amellus group \| \| \| \| |
|  |                                                                   |
|  | Kalimeris group                                                   |
|  |                                                                   |
|  | Amellus group                                                     |
|  |                                                                   |

|  | Kalimeris group |
|  |                 |
|  | Amellus group   |
|  |                 |

|  | Sinoangustifolius group                                           |
|  |                                                                   |
|  | \| \| Kalimeris group \| \| \| \| \| \| Amellus group \| \| \| \| |
|  |                                                                   |
|  | Kalimeris group                                                   |
|  |                                                                   |
|  | Amellus group                                                     |
|  |                                                                   |

|  | Kalimeris group |
|  |                 |
|  | Amellus group   |
|  |                 |

|  | Sinoangustifolius group                                           |
|  |                                                                   |
|  | \| \| Kalimeris group \| \| \| \| \| \| Amellus group \| \| \| \| |
|  |                                                                   |
|  | Kalimeris group                                                   |
|  |                                                                   |
|  | Amellus group                                                     |
|  |                                                                   |

|  | Kalimeris group |
|  |                 |
|  | Amellus group   |
|  |                 |

|  | Sinoangustifolius group                                           |
|  |                                                                   |
|  | \| \| Kalimeris group \| \| \| \| \| \| Amellus group \| \| \| \| |
|  |                                                                   |
|  | Kalimeris group                                                   |
|  |                                                                   |
|  | Amellus group                                                     |
|  |                                                                   |

|  | Kalimeris group |
|  |                 |
|  | Amellus group   |
|  |                 |

|  | Sinoangustifolius group                                           |
|  |                                                                   |
|  | \| \| Kalimeris group \| \| \| \| \| \| Amellus group \| \| \| \| |
|  |                                                                   |
|  | Kalimeris group                                                   |
|  |                                                                   |
|  | Amellus group                                                     |
|  |                                                                   |

|  | Kalimeris group |
|  |                 |
|  | Amellus group   |
|  |                 |

|  | Sinoangustifolius group                                           |
|  |                                                                   |
|  | \| \| Kalimeris group \| \| \| \| \| \| Amellus group \| \| \| \| |
|  |                                                                   |
|  | Kalimeris group                                                   |
|  |                                                                   |
|  | Amellus group                                                     |
|  |                                                                   |

|  | Kalimeris group |
|  |                 |
|  | Amellus group   |
|  |                 |

|  | Sinoangustifolius group                                           |
|  |                                                                   |
|  | \| \| Kalimeris group \| \| \| \| \| \| Amellus group \| \| \| \| |
|  |                                                                   |
|  | Kalimeris group                                                   |
|  |                                                                   |
|  | Amellus group                                                     |
|  |                                                                   |

|  | Kalimeris group |
|  |                 |
|  | Amellus group   |
|  |                 |

|  | Sinoangustifolius group                                           |
|  |                                                                   |
|  | \| \| Kalimeris group \| \| \| \| \| \| Amellus group \| \| \| \| |
|  |                                                                   |
|  | Kalimeris group                                                   |
|  |                                                                   |
|  | Amellus group                                                     |
|  |                                                                   |

|  | Kalimeris group |
|  |                 |
|  | Amellus group   |
|  |                 |

|  | Sinoangustifolius group                                           |
|  |                                                                   |
|  | \| \| Kalimeris group \| \| \| \| \| \| Amellus group \| \| \| \| |
|  |                                                                   |
|  | Kalimeris group                                                   |
|  |                                                                   |
|  | Amellus group                                                     |
|  |                                                                   |

|  | Kalimeris group |
|  |                 |
|  | Amellus group   |
|  |                 |

|  | Sinoangustifolius group                                           |
|  |                                                                   |
|  | \| \| Kalimeris group \| \| \| \| \| \| Amellus group \| \| \| \| |
|  |                                                                   |
|  | Kalimeris group                                                   |
|  |                                                                   |
|  | Amellus group                                                     |
|  |                                                                   |

|  | Kalimeris group |
|  |                 |
|  | Amellus group   |
|  |                 |

|  | Sinoangustifolius group                                           |
|  |                                                                   |
|  | \| \| Kalimeris group \| \| \| \| \| \| Amellus group \| \| \| \| |
|  |                                                                   |
|  | Kalimeris group                                                   |
|  |                                                                   |
|  | Amellus group                                                     |
|  |                                                                   |

|  | Kalimeris group |
|  |                 |
|  | Amellus group   |
|  |                 |

|  | Sinoangustifolius group                                           |
|  |                                                                   |
|  | \| \| Kalimeris group \| \| \| \| \| \| Amellus group \| \| \| \| |
|  |                                                                   |
|  | Kalimeris group                                                   |
|  |                                                                   |
|  | Amellus group                                                     |
|  |                                                                   |

|  | Kalimeris group |
|  |                 |
|  | Amellus group   |
|  |                 |

Cladogramma del gruppo "Psychrogeton branch".
|  | \| \| Psychrogeton group \| \| \| \| \| \| Callistephus group \| \| \| \| |
|  |                                                                           |
|  | Sinosidus                                                                 |
|  |                                                                           |
|  | Psychrogeton group                                                        |
|  |                                                                           |
|  | Callistephus group                                                        |
|  |                                                                           |

|  | Psychrogeton group |
|  |                    |
|  | Callistephus group |
|  |                    |

|  | \| \| Psychrogeton group \| \| \| \| \| \| Callistephus group \| \| \| \| |
|  |                                                                           |
|  | Sinosidus                                                                 |
|  |                                                                           |
|  | Psychrogeton group                                                        |
|  |                                                                           |
|  | Callistephus group                                                        |
|  |                                                                           |

|  | Psychrogeton group |
|  |                    |
|  | Callistephus group |
|  |                    |

|  | \| \| Psychrogeton group \| \| \| \| \| \| Callistephus group \| \| \| \| |
|  |                                                                           |
|  | Sinosidus                                                                 |
|  |                                                                           |
|  | Psychrogeton group                                                        |
|  |                                                                           |
|  | Callistephus group                                                        |
|  |                                                                           |

|  | Psychrogeton group |
|  |                    |
|  | Callistephus group |
|  |                    |

|  | \| \| Psychrogeton group \| \| \| \| \| \| Callistephus group \| \| \| \| |
|  |                                                                           |
|  | Sinosidus                                                                 |
|  |                                                                           |
|  | Psychrogeton group                                                        |
|  |                                                                           |
|  | Callistephus group                                                        |
|  |                                                                           |

|  | Psychrogeton group |
|  |                    |
|  | Callistephus group |
|  |                    |

|  | \| \| Psychrogeton group \| \| \| \| \| \| Callistephus group \| \| \| \| |
|  |                                                                           |
|  | Sinosidus                                                                 |
|  |                                                                           |
|  | Psychrogeton group                                                        |
|  |                                                                           |
|  | Callistephus group                                                        |
|  |                                                                           |

|  | Psychrogeton group |
|  |                    |
|  | Callistephus group |
|  |                    |

|  | \| \| Psychrogeton group \| \| \| \| \| \| Callistephus group \| \| \| \| |
|  |                                                                           |
|  | Sinosidus                                                                 |
|  |                                                                           |
|  | Psychrogeton group                                                        |
|  |                                                                           |
|  | Callistephus group                                                        |
|  |                                                                           |

|  | Psychrogeton group |
|  |                    |
|  | Callistephus group |
|  |                    |

|  | \| \| Psychrogeton group \| \| \| \| \| \| Callistephus group \| \| \| \| |
|  |                                                                           |
|  | Sinosidus                                                                 |
|  |                                                                           |
|  | Psychrogeton group                                                        |
|  |                                                                           |
|  | Callistephus group                                                        |
|  |                                                                           |

|  | Psychrogeton group |
|  |                    |
|  | Callistephus group |
|  |                    |

|  | \| \| Psychrogeton group \| \| \| \| \| \| Callistephus group \| \| \| \| |
|  |                                                                           |
|  | Sinosidus                                                                 |
|  |                                                                           |
|  | Psychrogeton group                                                        |
|  |                                                                           |
|  | Callistephus group                                                        |
|  |                                                                           |

|  | Psychrogeton group |
|  |                    |
|  | Callistephus group |
|  |                    |

|  | \| \| Psychrogeton group \| \| \| \| \| \| Callistephus group \| \| \| \| |
|  |                                                                           |
|  | Sinosidus                                                                 |
|  |                                                                           |
|  | Psychrogeton group                                                        |
|  |                                                                           |
|  | Callistephus group                                                        |
|  |                                                                           |

|  | Psychrogeton group |
|  |                    |
|  | Callistephus group |
|  |                    |

|  | \| \| Psychrogeton group \| \| \| \| \| \| Callistephus group \| \| \| \| |
|  |                                                                           |
|  | Sinosidus                                                                 |
|  |                                                                           |
|  | Psychrogeton group                                                        |
|  |                                                                           |
|  | Callistephus group                                                        |
|  |                                                                           |

|  | Psychrogeton group |
|  |                    |
|  | Callistephus group |
|  |                    |

|  | \| \| Psychrogeton group \| \| \| \| \| \| Callistephus group \| \| \| \| |
|  |                                                                           |
|  | Sinosidus                                                                 |
|  |                                                                           |
|  | Psychrogeton group                                                        |
|  |                                                                           |
|  | Callistephus group                                                        |
|  |                                                                           |

|  | Psychrogeton group |
|  |                    |
|  | Callistephus group |
|  |                    |

|  | \| \| Psychrogeton group \| \| \| \| \| \| Callistephus group \| \| \| \| |
|  |                                                                           |
|  | Sinosidus                                                                 |
|  |                                                                           |
|  | Psychrogeton group                                                        |
|  |                                                                           |
|  | Callistephus group                                                        |
|  |                                                                           |

|  | Psychrogeton group |
|  |                    |
|  | Callistephus group |
|  |                    |

|  | \| \| Psychrogeton group \| \| \| \| \| \| Callistephus group \| \| \| \| |
|  |                                                                           |
|  | Sinosidus                                                                 |
|  |                                                                           |
|  | Psychrogeton group                                                        |
|  |                                                                           |
|  | Callistephus group                                                        |
|  |                                                                           |

|  | Psychrogeton group |
|  |                    |
|  | Callistephus group |
|  |                    |

|  | \| \| Psychrogeton group \| \| \| \| \| \| Callistephus group \| \| \| \| |
|  |                                                                           |
|  | Sinosidus                                                                 |
|  |                                                                           |
|  | Psychrogeton group                                                        |
|  |                                                                           |
|  | Callistephus group                                                        |
|  |                                                                           |

|  | Psychrogeton group |
|  |                    |
|  | Callistephus group |
|  |                    |

|  | \| \| Psychrogeton group \| \| \| \| \| \| Callistephus group \| \| \| \| |
|  |                                                                           |
|  | Sinosidus                                                                 |
|  |                                                                           |
|  | Psychrogeton group                                                        |
|  |                                                                           |
|  | Callistephus group                                                        |
|  |                                                                           |

|  | Psychrogeton group |
|  |                    |
|  | Callistephus group |
|  |                    |

|  | \| \| Psychrogeton group \| \| \| \| \| \| Callistephus group \| \| \| \| |
|  |                                                                           |
|  | Sinosidus                                                                 |
|  |                                                                           |
|  | Psychrogeton group                                                        |
|  |                                                                           |
|  | Callistephus group                                                        |
|  |                                                                           |

|  | Psychrogeton group |
|  |                    |
|  | Callistephus group |
|  |                    |

Cladogramma del gruppo "Asterothamnus branch".
|  | \| \| Asterothamnus \| \| \| \| \| \| Sinobouffordia \| \| \| \| |
|  |                                                                  |
|  | Kemulariella                                                     |
|  |                                                                  |
|  | Asterothamnus                                                    |
|  |                                                                  |
|  | Sinobouffordia                                                   |
|  |                                                                  |

|  | Asterothamnus  |
|  |                |
|  | Sinobouffordia |
|  |                |

|  | \| \| Asterothamnus \| \| \| \| \| \| Sinobouffordia \| \| \| \| |
|  |                                                                  |
|  | Kemulariella                                                     |
|  |                                                                  |
|  | Asterothamnus                                                    |
|  |                                                                  |
|  | Sinobouffordia                                                   |
|  |                                                                  |

|  | Asterothamnus  |
|  |                |
|  | Sinobouffordia |
|  |                |

|  | \| \| Asterothamnus \| \| \| \| \| \| Sinobouffordia \| \| \| \| |
|  |                                                                  |
|  | Kemulariella                                                     |
|  |                                                                  |
|  | Asterothamnus                                                    |
|  |                                                                  |
|  | Sinobouffordia                                                   |
|  |                                                                  |

|  | Asterothamnus  |
|  |                |
|  | Sinobouffordia |
|  |                |

|  | \| \| Asterothamnus \| \| \| \| \| \| Sinobouffordia \| \| \| \| |
|  |                                                                  |
|  | Kemulariella                                                     |
|  |                                                                  |
|  | Asterothamnus                                                    |
|  |                                                                  |
|  | Sinobouffordia                                                   |
|  |                                                                  |

|  | Asterothamnus  |
|  |                |
|  | Sinobouffordia |
|  |                |

|  | \| \| Asterothamnus \| \| \| \| \| \| Sinobouffordia \| \| \| \| |
|  |                                                                  |
|  | Kemulariella                                                     |
|  |                                                                  |
|  | Asterothamnus                                                    |
|  |                                                                  |
|  | Sinobouffordia                                                   |
|  |                                                                  |

|  | Asterothamnus  |
|  |                |
|  | Sinobouffordia |
|  |                |

|  | \| \| Asterothamnus \| \| \| \| \| \| Sinobouffordia \| \| \| \| |
|  |                                                                  |
|  | Kemulariella                                                     |
|  |                                                                  |
|  | Asterothamnus                                                    |
|  |                                                                  |
|  | Sinobouffordia                                                   |
|  |                                                                  |

|  | Asterothamnus  |
|  |                |
|  | Sinobouffordia |
|  |                |

|  | \| \| Asterothamnus \| \| \| \| \| \| Sinobouffordia \| \| \| \| |
|  |                                                                  |
|  | Kemulariella                                                     |
|  |                                                                  |
|  | Asterothamnus                                                    |
|  |                                                                  |
|  | Sinobouffordia                                                   |
|  |                                                                  |

|  | Asterothamnus  |
|  |                |
|  | Sinobouffordia |
|  |                |

|  | \| \| Asterothamnus \| \| \| \| \| \| Sinobouffordia \| \| \| \| |
|  |                                                                  |
|  | Kemulariella                                                     |
|  |                                                                  |
|  | Asterothamnus                                                    |
|  |                                                                  |
|  | Sinobouffordia                                                   |
|  |                                                                  |

|  | Asterothamnus  |
|  |                |
|  | Sinobouffordia |
|  |                |

|  | \| \| Asterothamnus \| \| \| \| \| \| Sinobouffordia \| \| \| \| |
|  |                                                                  |
|  | Kemulariella                                                     |
|  |                                                                  |
|  | Asterothamnus                                                    |
|  |                                                                  |
|  | Sinobouffordia                                                   |
|  |                                                                  |

|  | Asterothamnus  |
|  |                |
|  | Sinobouffordia |
|  |                |

|  | \| \| Asterothamnus \| \| \| \| \| \| Sinobouffordia \| \| \| \| |
|  |                                                                  |
|  | Kemulariella                                                     |
|  |                                                                  |
|  | Asterothamnus                                                    |
|  |                                                                  |
|  | Sinobouffordia                                                   |
|  |                                                                  |

|  | Asterothamnus  |
|  |                |
|  | Sinobouffordia |
|  |                |

|  | \| \| Asterothamnus \| \| \| \| \| \| Sinobouffordia \| \| \| \| |
|  |                                                                  |
|  | Kemulariella                                                     |
|  |                                                                  |
|  | Asterothamnus                                                    |
|  |                                                                  |
|  | Sinobouffordia                                                   |
|  |                                                                  |

|  | Asterothamnus  |
|  |                |
|  | Sinobouffordia |
|  |                |

|  | \| \| Asterothamnus \| \| \| \| \| \| Sinobouffordia \| \| \| \| |
|  |                                                                  |
|  | Kemulariella                                                     |
|  |                                                                  |
|  | Asterothamnus                                                    |
|  |                                                                  |
|  | Sinobouffordia                                                   |
|  |                                                                  |

|  | Asterothamnus  |
|  |                |
|  | Sinobouffordia |
|  |                |

|  | \| \| Asterothamnus \| \| \| \| \| \| Sinobouffordia \| \| \| \| |
|  |                                                                  |
|  | Kemulariella                                                     |
|  |                                                                  |
|  | Asterothamnus                                                    |
|  |                                                                  |
|  | Sinobouffordia                                                   |
|  |                                                                  |

|  | Asterothamnus  |
|  |                |
|  | Sinobouffordia |
|  |                |

|  | \| \| Asterothamnus \| \| \| \| \| \| Sinobouffordia \| \| \| \| |
|  |                                                                  |
|  | Kemulariella                                                     |
|  |                                                                  |
|  | Asterothamnus                                                    |
|  |                                                                  |
|  | Sinobouffordia                                                   |
|  |                                                                  |

|  | Asterothamnus  |
|  |                |
|  | Sinobouffordia |
|  |                |

|  | \| \| Asterothamnus \| \| \| \| \| \| Sinobouffordia \| \| \| \| |
|  |                                                                  |
|  | Kemulariella                                                     |
|  |                                                                  |
|  | Asterothamnus                                                    |
|  |                                                                  |
|  | Sinobouffordia                                                   |
|  |                                                                  |

|  | Asterothamnus  |
|  |                |
|  | Sinobouffordia |
|  |                |

|  | \| \| Asterothamnus \| \| \| \| \| \| Sinobouffordia \| \| \| \| |
|  |                                                                  |
|  | Kemulariella                                                     |
|  |                                                                  |
|  | Asterothamnus                                                    |
|  |                                                                  |
|  | Sinobouffordia                                                   |
|  |                                                                  |

|  | Asterothamnus  |
|  |                |
|  | Sinobouffordia |
|  |                |

Nella seguente tabella è descritta la struttura interna della sottotribù:
| "Branch"             | "Group"                 | Generi |
| -------------------- | ----------------------- | --- |
| Asterothamnus branch | Asterothamnus group     | Arctogeron - Asterothamnus - Chaochienchangia - Kemulariella - Rhinactinidia - Sinobouffordia                  |
| Asterothamnus branch | Cardiagyris group       | Cardiagyris |
| Psychrogeton branch  | Psychrogeton group      | Neobrachyactis - Psychrogeton                                                                                  |
| Psychrogeton branch  | Callistephus group      | Callistephus - Cordiofontis                                                                                    |
| Psychrogeton branch  | Albescentes group       | Sinosidus |
| Psychrogeton branch  | Myriactis group         | Helodeaster - Myriactis - Metamyriactis                                                                        |
| Psychrogeton branch  | Batangensis group       | Geothamnus |
| Psychrogeton branch  | Asteroides group        | Tibetiodes |
| Psychrogeton branch  | Fuscescens group        | Griersonia |
| Psychrogeton branch  | Incertae sedis          | Chlamydites - Iteroloba                                                                                        |
| Hersileoides branch  |                         | Yonglingia |
| Aster branch         | Sinoangustifolius group | Aster sinoangustifolius                                                                                        |
| Aster branch         | Amellus group           | Aster (sensu stricto) - Aster (incertae sedis) - Rhynchospermum - Miyamayomena (sensu stricto) - Turczaninovia |
| Aster branch         | Kalimeris group         | Kalimeris - Heteropappus - Sheareria - Miyamayomena (in parte) - Aster sect. Ageratoides                       |

### Composizione complessiva della sottotribù
La sottotribù Asterinae comprende 28 generi e 256 specie.
| Genere                           | N. specie                                                                 | Distribuzione                                                                                       | Caratteri più significativi | Numeri cromosomici | Fiori |
| -------------------------------- | ------------------------------------------------------------------------- | --------------------------------------------------------------------------------------------------- | --- | ------------------ | ----- |
| Arctogeron DC., 1836             | Una specie: Arctogeron gramineum (L.) DC., 1836                           | Asia centrale (dal Mar Caspio alla Cina) e Siberia (dalla Mongolia all'arcipelago Severnaja Zemlja) | Il portamento di queste piante è cespitoso. - Le sinflorescenze sono composte da singoli capolini scaposi. - I fiori del disco sono ermafroditi. - I fori femminili periferici sono lungamente radiati.                                                                      |                    |       |
| Aster L., 1753                   | 115                                                                       | Cosmopolita                                                                                         | I pappi dei fiori del raggio e dei fiori del disco sono uguali. - Il pappo è formato da setole snelle (non sono presenti scaglie). | 2n = 18            |       |
| Asterothamnus Novopokr., 1950    | 7                                                                         | Asia centrale (dal Mar Caspio al Mar Cinese Orientale)                                              | Il portamento delle specie di questo genere è subarbustivo. - Le foglie hanno i margini ricurvi e le punte a cuspide. - Le brattee dell'involucro sono disposte su 2 - 3 serie in modo debolmente scalato.                                                                   |                    |       |
| Callistephus Cass., 1825         | Una specie: Callistephus chinensis (L.) Nees, 1832                        | Cina e Mongolia. In Italia è introdotta naturalizzata                                               | Queste piante non sono cespitose, ma hanno delle inflorescenze molto ramificate. - Le brattee esterne dell'involucro sono simili a foglie. - Le brattee interne dell'involucro sono molto differenti da quelle esterne (più piccole).                                        | 2n = 18            |       |
| Cardiagyris G.L.Nesom, 2020      | 9                                                                         | Cina e Giappone                                                                                     | Il portamento è erbaceo perenne rizomatoso senza ghiandole. - Le foglie sono strettamente lanceolate. - Gli acheni hanno delle forme obovoidi-cilindriche e subaffusolate plurinervate.                                                                                      | 2n = 18            |       |
| Chaochienchangia G.L.Nesom, 2020 | Una specie. Chaochienchangia falcifolia (Hand.-Mazz.) G.L.Nesom, 2020     | Cina                                                                                                | Il portamento è erbaceo-perenne, rizomatoso. - I capolini sono solitari su rami ascellari. - Sitratta di un endemismo cinese. |                    |       |
| Chlamydites J.R.Drumm, 1907      | Una specie: Chlamydites prainii J.R.Drumm, 1907                           | Himalaya e Cina                                                                                     | Si tratta di una specie alpina. - Tutto l'indumento della pianta è densamente lanoso-villoso. - Il pappo è disposto su 2 - 4 serie. |                    |       |
| Cordiofontis G.L.Nesom, 2020     | 5                                                                         | Asia                                                                                                | Il portamento è rizomatoso-perenne erbaceo. - Tutta la pianta è pelosa ma non ghiandolosa. - Le foglie hanno delle forme cordato-picciolate (i piccioli sono inguainanti). - Le sinflorescenze sono composte da pochi capolini su peduncoli bratteati.                       | 2n = 54            |       |
| Geothamnus G.L.Nesom, 2020       | Una specie: Geothamnus batangensis G.L.Nesom, 2020                        | Tibet e Cina                                                                                        | Il portamento è basso e cespitoso. - I fusti sono ghiandolari e le superfici fogliari sono punteggiate. - Le brattee involucrali sono relativamente poche. - Gli acheni sono spessi e costoluti con pappo multiseriato di setole a punta clavata.                            |                    |       |
| Griersonia G.L.Nesom, 2020       | 3                                                                         | Cina                                                                                                | Il portamento è perenne rizomatoso con radici fibrose. - Tutta la pianta è stipitato-ghiandolare, da irsuta a ispido-irsuta. |                    |       |
| Helodeaster G.L.Nesom, 2020      | 3                                                                         | Hawaii                                                                                              | I fiori del disco sono fertili. - L'achenio non un becco, un collare ghiandoloso apicale. - L'habitat preferito sono le torbiere della foresta pluviale. | 2n = 54            |       |
| Heteropappus Less., 1832         | 5                                                                         | Asia centrale e orientale                                                                           | Il portamento di queste piante è erbaceo. - I margini delle foglie sono piatti. - I colori del pappo sono: grigio, marrone o rosso. - Le setole del pappo sono corte e talvolta mancano nei fiori del raggio.                                                                | 2n = 18            |       |
| Iteroloba G.L.Nesom, 2020        | Una specie: Iteroloba bipinnatisecta (Ludlow ex Grierson) G.L.Nesom, 2020 | Tibet                                                                                               | Il portamento è basso e perenne. - La radice basale è corta, spessa e legnosa. - Le foglie basali sono bi-pennatosette. - Le sinflorescenze sono composte da capolini solitari su steli frondosi.                                                                            |                    |       |
| Kalimeris Cass., 1825            | 5                                                                         | Asia orientale                                                                                      | Le setole del pappo sono molto corte (meno si 1 mm). | 2n = 18            |       |
| Kemulariella Tamamsch., 1959     | 6                                                                         | Anatolia e Transcaucasia                                                                            | Le setole interne del pappo sono snelle, quelle esterne sono corte e piatte. | 2n = 18            |       |
| Metamyriactis G.L.Nesom, 2020    | 6                                                                         | Cina centrale e Himalaya                                                                            | Il portamento è erbaceo-rizomatoso con steli a zig-zag. - Gli acheni sono piccoli, strettamente obovati con superficie densamente ghiandolare. |                    |       |
| Miyamayomena Kitam., 1982        | 5                                                                         | Giappone                                                                                            | Le brattee involucrali esterne sono poco differenziate da quelle più interne. - Il pappo è assente. | 2n = 18            |       |
| Myriactis Less., 1831            | 9                                                                         | Asia meridionale dalla Transcaucasia alla Nuova Guinea                                              | I fiori femminili (del raggio) sono disposti su 2 - 5 serie. - I colori della corolla sono bianco-verdastro, bianco, rosa o porpora. - Il pappo è mancante. | 2n = 18            |       |
| Neobrachyactis Brouillet, 2011   | 4                                                                         | Asia occidentale (fino al Xinjiang e Tibet)                                                         | Il portamento è erbaceo marcatamente ghiandolare. - Gli acheni sono compressi a 2 coste. | Base n = 9         |       |
| Psychrogeton Boiss., 1875        | 24                                                                        | Dall'Anatolia al Xinjiang                                                                           | I fiori del disco sono funzionalmente maschili. - I fiori femminili sono tubulari o con corti lobi eretti. | 2n = 18            |       |
| Rhinactinidia Novopokr., 1948    | 2                                                                         | Asia settentrionale e Cina                                                                          | Le brattee dell'involucro sono scalate in 3 - 5 serie. - I fiori del raggio sono presenti e sono fertili. - Il pappo è più lungo della corolla dei fiori del raggio. | Base n = 9)        |       |
| Rhynchospermum Reinw., 1825      | Una specie: Rhynchospermum verticillatum Reinw., 1825                     | Asia orientale                                                                                      | I fiori del raggio sono circa una decina (e più) per capolino e disposti su 2 - 3 serie. - I fiori del disco sono circa una decina per capolino. - La corolla dei fiori del raggio è bianca. - Il pappo è assente oppure con scarse setole.                                  | 2n = 18            |       |
| Sheareria S.Moore, 1875          | Una specie: Sheareria nana Moore, 1875                                    | Cina                                                                                                | I capolini contengono pochi fiori (9 o meno). - I fiori del disco sono 1 o 2. - Il frutto dei fiori del raggio si sviluppa mentre i fiori del disco devono ancora aprirsi. - Il pappo è assente.                                                                             |                    |       |
| Sinobouffordia G.L.Nesom, 2020   | 2                                                                         | Cina centrale                                                                                       | Il portamento è arbustivo con radici legnose. - I fusti sono densamente frondosi. | Base n = 9         |       |
| Sinosidus G.L.Nesom, 2020        | 8                                                                         | Asia orientale                                                                                      | Il portamento è arbustivo. - L'aspetto delle foglie varia da grigio a bianco-tomentoso. - Le brattee involucrali sono disposte su 4 - 5 file e sono fortemente scalate. | Base n = 9         |       |
| Tibetiodes G.L.Nesom, 2020       | 27                                                                        | Himalaya                                                                                            | I fiori del raggio sono disposti su 2 - 3 serie e sono costantemente viola. - I tubi della corolla sono corti. - Gli stili sono allungati. | Base n = 9         |       |
| Turczaninovia DC., 1836          | Una specie: Turczaninovia fastigiata (Fisch.) DC., 1836                   | Asia orientale                                                                                      | I capolini di tipo radiato sono piccoli, numerosi, e disposti in fitte sinflorescenze corimbiformi. - Il ricettacolo è alveolato con margini lacerati. - La base dell'antera è ottusa. - Le punte dei rami dello stile sono lanceolate o talvolta lo stile non è sviluppato. |                    |       |
| Yonglingia G.L.Nesom, 2020       | 2                                                                         | Cina                                                                                                | Il portamento è arbustivo. - Le sinflorescenze sono formate da capolini solitari alle ascelle dei rami. - Gli acheni sono privi di ghiandole. - Il genere è endemico della Cina.                                                                                             | 2n = 18            |       |

NOTA: la struttura tassonomica delle Asterinae presentata in questa voce è relativa ad alcune recenti ricerche non ancora approvate unanimemente (vedi le singole voci dei generi).

### Chiave analitica di alcuni generi
Per meglio comprendere ed individuare i vari generi della sottotribù l'elenco seguente utilizza in parte il sistema delle chiavi analitiche (vengono cioè indicate solamente quelle caratteristiche utili a distingue un genere dall'altro). Sono indicati solamente i generi più importanti (e storici) del gruppo.
- 1A: i fiori del disco sono funzionalmente maschili; i fiori femminili sono tubulosi o con ligule corte ed erette;

Psychrogeton.
- 1B: i fiori del disco sono ermafroditi; i fiori femminili sono assenti o lungamente ligulati;
  - 2A: le piante hanno un portamento cespitoso con infiorescenze formate da singoli capolini scaposi;

Arctogeron.
- 2B: le piante non hanno un portamento cespitoso; in genere le infiorescenze sono ramose;

- 3A: le brattee involucrali più esterne sono simili a foglie e fortemente differenti da quelle interne più piccole;

Callistephus.
- 3B: le brattee esterne e quelle interne non sono molto diverse;

- 4A: il pappo degli acheni è corto o assente;

Miyamayomena: il pappo è completamente assente.
Kalimeris: le setole del pappo non sono lunghe più di 1 mm.
- 4B: il pappo di alcuni fiori del disco è lungo oltre 1 mm;

- 5A: le brattee dell'involucro sono distribuite con dimensioni graduali su 3 - 5 serie; i fiori del raggio sono presenti e sono fertili ed hanno le corolle più corte del pappo;

Rhinactinidia.
-  5B: le brattee dell'involucro sono distribuite con dimensioni più o meno uguali su 2 - 3 serie;

- 6A: le foglie hanno i margini ricurvi e le punte cuspidate; il portamento delle piante è di tipo arbustivo;

Asterothamnus.
- 6B: i margini delle foglie sono per lo più piatti; il portamento delle piante è di tipo erbaceo;

- 7A: il colore del pappo varia da grigio cupo a marrone o rossiccio; le setole del pappo sono corte e talvolta mancano nei fiori del raggio;

Heteropappus.
- 7B: il colore del pappo è normalmente bianco o bianco sporco; i pappi dei fiori del raggio e quelli dei fiori del disco sono simili;

Aster: il pappo è formato solamente da setole snelle.
Kemulariella: il pappo è formato da una serie interna di snelle setole e una serie esterna di setole corte e piatte.

### Generi della flora spontanea italiana
Nella flora spontanea italiana sono presenti i seguenti generi di questo gruppo:
Callistephus  Cass., 1825.
- Callistephus chinensis (L.) Nees, 1832 - Astro della Cina

Aster L., 1753
- Aster amellus L., 1753 - Astro di Virgilio
- Aster alpinus L., 1753 - Astro alpino

### Generi esclusi per riclassificazione
In base alla precedente tassonomia della sottotribù le seguenti entità sono state trasferite:
- Genere Crinitaria Cass., 1825: ora sinonimo di Galatella Cass., 1825 (trasferito nella sottotribù Bellinidae).[20][2]
- Genere Galatella Cass., 1825: trasferito nella sottotribù Bellinidae.[2]
- Genere Tripolium Nees, 1831: trasferito nella sottotribù Bellinidae.[2]